# Jan Josef z Lichtenštejna
Jan Josef Simplicius princ z Lichtenštejna (německy Johann Joseph Simplicius von und zu Liechtenstein; 2. března 1734 Vídeň – 18. února 1781 Vídeň) byl rakouský šlechtic z rodu Lichtenštejnů. Sloužil v císařské armádě, kde dosáhl hodnosti podmaršálka.

## Život
Jan Josef z Lichtenštejna se narodil jako pátý syn prince Emanuela z Lichtenštejna (1700–1771), důstojníka císařské armády a nejvyššího hofmistra císařovny Amálie Vilemíny, matka Marie Antonie pocházela z hollenburské linie rodu Ditrichštejnů (1706–1777).
Stejně jako starší i mladší bratři se věnoval vojenské službě a do císařské armády vstoupil za sedmileté války jako důstojník jezdectva. V roce 1757 byl kapitánem dragounského pluku č. 15 a pod velením generála Hadika se zúčastnil slavného rakouského dobytí Berlína (1757). V roce 1758 byl převelen k nově zřízenému dragounskému pluku Jung-Löwenstein jako podplukovník a stal se pruským válečným zajatcem se třiceti muži během bojů o město Radeberg. Pro další boje v rámci sedmileté války ve Slezsku obdržel v roce 1760 dočasnou hodnost generálmajora (generální polní vachtmistr). Po skončení sedmileté války byl v roce 1763 byl povýšen na plukovníka a velitele 17. pluku císařských kyrysníků.  
Do hodnosti generálmajora byl formálně povýšen k datu 19. ledna 1771 a zároveň se stal vysokým důstojníkem jedné z císařských gard, u Arcièren-Leibgarde získal post kapitána-nadporučíka s platem 4000 zlatých ročně.
Po smrti svého strýce, panujícího knížete Josefa Václava z Lichtenštejna, se stal majitelem dragounského pluku Liechtenstein. K datu 25. prosince 1773 byl povýšen do hodnosti polního podmaršála a v roce 1774 obdržel titul císařského tajného rady. Dragounský pluk Liechtenstein byl rozpuštěn v roce 1775 a od roku 1780 byl majitelem moravského 5. pluku kyrysníků.
Princ Jan Josef z Lichtenštejna zemřel 18. února 1781 ve Vídni. Jeho tělo bylo pohřbeno ve vídeňském paulánském kostele.
Měl dvanáct sourozenců, nejstarší bratr František Josef I. z Lichtenštejna (1726–1786) se stal dědicem knížecího titulu a majitelem rozsáhlých statků na Moravě, v Čechách a Rakousku. Další bratr Karel (1730–1789) dosáhl v armádě hodnosti polního maršála a jako majitel panství Moravský Krumlov se stal zakladatelem mladší rodové linie. 